# Francisco Beltrão
Francisco Beltrão es un municipio brasileño localizado en el sudoeste del estado de Paraná. Según estimaciones del IBGE en 2011 posee una población de 79.850 habitantes, siendo el mayor municipio de la Mesorregión del Sudoeste Paranaense. Fue oficialmente fundado el 14 de diciembre de 1952, siendo separado del municipio de Clevelândia. Su economía es importante para la región por concentrar diversos tipos de servicios bancarios, educacionales y médicos además de un amplio número de establecimientos comerciales.

## Visión general
Francisco Beltrão está localizado en el centro de la Mesorregión del Sudoeste de Paraná, que cuenta con aproximadamente 600 mil habitantes, poco menos del 5% de la población total del estado. Es uno de los pocos municipios del Sudoeste que tiene tazas positivas de crecimiento demográfico a lo largo de las últimas dos décadas.

## Geografía

### Localización
Francisco Beltrão está localizado bien al centro del Sudoeste de Paranácon un total área de 735 km² y un área urbanizada de 30 km², próximo a límite con el municipio de Marmeleiro, cuya área urbana se encuentra distante cerca de 5 km de la ciudad de Francisco Beltrão. Por tal motivo la integración entre los dos municipios es grande.

### Geología
El municipio se encuentra sobre un derrame basáltico antiguo, en la tercera Meseta de Paraná, o Planato de Guarapuava. La composición del Suelo es básicamente Latosólico Distrófico rojo de textura arcillosa.

### Clima
El clima predominante de Francisco Beltrão en la Clasificación de Köppen es Cfa (templado, con inviernos amenos cuya temperatura es superior a -3 °C e inferior a 18 °C y veranos calientes con una temperatura superior a 22 °C ). Entretanto en el extremo oeste del municipio, en las áreas superiores a los 850 m de altitud ocurre la clasificación climática Cfb. 

### Hidrografía
El municipio es servido por dos cuencas hidrográficas distintas. La mayor, en área, y más importante es la del río Marrecas, que sirve como fuente primaria de captación de agua para la parte urbana. Este río corre de oeste para este, corta la ciudad al medio, con una profundidad inferior a un metro, y que desagua en el río Chopim, que a su vez desagua en el río Iguaçu. En la parte oeste del municipio, la cuenca hidrográfica es la del río Jaracatiá, que desagua directamente en el río Iguazú, próximo al municipio de Nova Prata do Iguaçu.